# الحوامد (ليبيا)
الحوامد مدينة ليبية تقع في شمال غرب ليبيا في الجبل الغربي على بعد حوالي 250 كم جنوب غرب العاصمة طرابلس تحدها كل من تيجي وكاباو شرقاً ونالوت غرباً.